# Paradigalla brevicauda
Paradigalla brevicauda  (лат.) — вид райских птиц. Обитают в горных лесах Новой Гвинеи.

## Описание
Достигает длины тела до 23 см, из которых на хвост приходится 4,2—7,3 см у самцов и 5,3—9,1 см у самок. Средняя пара рулевых перьев хвоста на 3 мм длиннее остального хвостового оперения. Клюв имеет длину от 4 до 4,9 см. Перед каждым глазом есть гребешок. Масса тела варьируется от 160 до 184 г. 
Голова, шея и вся верхняя часть тела бархатные чёрные. Оперение головы мерцает маслянисто-зеленовато-желтым. Остальная верхняя часть тела, включая среднюю пару рулевых перьев хвоста имеет фиолетовый блеск и образует оливково-зелёные блики при определенных условиях освещения. В передней части головы есть две ярко-жёлтые лицевые доли, начинающиеся у окончания верхней части клюва. У основания нижней части клюва есть небесно-синее пятно.
Половой диморфизм не выражен. Самки лишь мельче самцов и в окраске оперения более выражен коричневатый и матовый цвет.
От своего ближайшего родственника, Paradigalla carunculata, птица отличается меньшими размерами, более короткими перьями на хвосте и отсутствием красного цвета на гребешках.
Ранее его представители считались моногамными, но затем выяснилось, что они полигамны. Диета состоит из фруктов, семян и насекомых.